# Ґрета Андерсен
Ґрета Андерсен (дан. Greta Andersen, 1 травня 1927 — 6 лютого 2023) — данська плавчиня.
Олімпійська чемпіонка 1948 року, учасниця 1952 року.
Чемпіонка Європи з водних видів спорту 1947, 1950 років.